# سانتا فی (اوهایو)
سانتا فی (به انگلیسی: Santa Fe) یک منطقهٔ مسکونی در ایالات متحده آمریکا است که در اوهایو واقع شده‌است.